# Hepple
Hepple är en ort och civil parish i Storbritannien.   Den ligger i grevskapet och kommunen Northumberland i riksdelen England, i den centrala delen av landet, 400 km norr om huvudstaden London. Hepple ligger 117 meter över havet och antalet invånare är 144.
Terrängen runt Hepple är kuperad åt nordost, men åt sydväst är den platt. Hepple ligger nere i en dal. Runt Hepple är det ganska glesbefolkat, med 29 invånare per kvadratkilometer. Närmaste större samhälle är Rothbury, 7,5 km öster om Hepple. I omgivningarna runt Hepple växer i huvudsak blandskog.